# Granični nadzor
Granični nadzor osiguravanje je i nadgledanje prelazaka državne granice koju provode policija, rjeđe vojska. Nadzornici pregledavaju dokumente kojima se utvrđuje smije li pregledani putnik prijeći u dotičnu državu.
U nekim državama ovu službu provodi financijska straža.
Ove jedinice ne postoje ili su dosta smanjene u carinskim unijama i državama koje su ratificirale Schengenski sporazum. 